# René Coicaud
René Coicaud, né à Libourne le 25 août 1927 et mort à Bergerac le 1er octobre 2000, est un escrimeur français.

## Biographie
En 1943, il est champion de France universitaire à l'épée et au fleuret, puis en 1948-1951 au fleuret.
Il s'installe en 1956 comme gynécologue-obstétricien à Bergerac où il deviendra chef du service gynécologie-obstétrique à l'hôpital local.
Il est médaillé d'argent à l'épreuve de fleuret par équipes aux Jeux olympiques d'été de 1956 à Melbourne, aux côtés de Christian d'Oriola, Bernard Baudoux, Roger Closset, Jacques Lataste et Claude Netter.
Aux Championnats du monde d'escrime 1957 de Paris, il est également médaillé d'argent en fleuret par équipes avec Claude Bancilhon, Bernard Baudoux, Roger Closset, Christian d'Oriola et Claude Netter.
Il est sacré champion de France au fleuret individuel en 1958 et en 1961.
Membre du RPR, il est conseiller municipal de Bergerac, de 1977 à 1983, puis de 1989 à 1995, et adjoint au maire de 1995 à 2000.
Il siège au conseil régional d'Aquitaine de 1986 à 1992.